# 誠文堂新光社
株式会社誠文堂新光社（せいぶんどうしんこうしゃ）は、東京都文京区に本社を置く日本の出版社。

## 概要
1912年（明治45年）6月1日、茨城県出身の小川菊松は、大口雑誌を扱う大取次の至誠堂から独立し、東京市内を回る書籍専門小取次として誠文堂を創業する。
設立翌年の1913年（大正2年）より出版業に参入。最初の出版物は1913年9月21日付発行の渋川玄耳『わがまゝ』であった。出版業の方が当たったため、1916年（大正5年）頃から取次販売を放棄して出版業に専念することになった。
1935年（昭和10年）、新光社を吸収合併して現社名になる。旧社名はオンラインストア（誠文堂の直売所）などに使われている。
合併直後から太平洋戦争時中を除く昭和40年代頃までは園芸植物や熱帯魚の輸入代行及び駅留めでの通信販売も業務としており、ペット関連、理工学や人文科学、デザイン、美術、教育など学術書、及び児童書分野で知られる。
小川菊松は、『最新愛犬読本』『猟犬銃猟射撃事典』『出版興亡五十年』など自著を同社から発行する他、日本の近代出版史に功績を残すも、1962年（昭和37年）7月3日、体調不良により自宅で散弾銃を用いて自殺する。
1998年（平成10年）、不動産事業の失敗から経営危機に陥る。このため、1998年9月10日、出版営業権を株式会社朋文社に譲渡するとともに、同日付で朋文社の社名を「誠文堂新光社」（新）と改めた。誠文堂新光社（旧）は株式会社誠新エステートに社名を変更するとともに、債務を引き継いだ。なお朋文社は、1997年10月に誠文堂新光社（旧）の事業部制の一環として設立されたものである。新体制移行にともない、社員は78人から52人に削減され、雑誌のうち『ハーブ』『ねこ倶楽部』は休刊となり、『ブレーン』は宣伝会議に譲渡された。

### 新光社
新光社は1916年（大正5年）9月、仲摩照久によって設立され、『科学画報』『少年グラフ』『無線科学講座』『万有科学大系』などを発行したが、1926年（大正15年）1月10日、負債総額28万円を抱えて倒産。このため、仲摩と交流のあった誠文堂社長の小川菊松が救済に乗り出し、同年9月、新たに株式会社新光社を設立して事業を継承。社長には小川が収まり、仲摩は重役となった。その後、仲摩から小川に、新光社を買い取ってほしいとの申し出があり、1935年（昭和10年）4月30日、誠文堂に吸収合併された。

## 現在出版している雑誌・ムック

### 雑誌
- 子供の科学（1924年創刊）
- 無線と実験（1924年創刊）
- 農耕と園芸（1946年創刊） - 前身は『実際園芸』（実際園芸社→誠文堂→誠文堂新光社、1926年 - 1941年）、1946年の改題・再創刊時に巻号数はリセットされている
- アイデア（1952年創刊）
- 天文ガイド（1965年創刊）
- フローリスト（1984年創刊）

### ムック
- デザインノート（2004年創刊）
- イラストノート（2006年創刊）

### 年鑑
- 天文年鑑 - 新光社（1928年版 - 1932年版）→恒星社（1933年版 - 1938年版）を経て1949年版から誠文堂新光社発行

### Webマガジン
- よみもの.com（よみものどっとこむ）（2016年公開）

### ○○語辞典シリーズ
- 赤塚不二夫語辞典
- 江戸川乱歩語辞典
- F1語辞典
- 大相撲語辞典
- カレー語辞典
- 韓ドラ語辞典
- きもの語辞典
- 金田一耕助語辞典
- ギャグ語辞典
- 競馬語辞典
- コーヒー語辞典
- シャーロック・ホームズ語辞典
- 将棋語辞典
- 焼酎語辞典
- 辞典語辞典
- 神社語辞典
- すし語辞典
- 宝塚語辞典
- 卓球語辞典
- 談志語辞典
- チョコレート語辞典
- テツ語辞典
- 日本酒語辞典
- 日本の城語辞典
- バレエ語辞典
- パン語辞典
- ビートルズ語辞典
- ビール語辞典
- 仏教語辞典
- 文房具語辞典
- プロ野球語辞典
- プロ野球語辞典(令和の怪物現る編)
- プロレス語辞典
- 村上春樹語辞典
- 焼肉語辞典
- 山登り語辞典
- ラグビー語辞典
- ワイン語辞典

### ○○語辞典シリーズスピンオフ
- ジャマイカン・パトワ語辞典

## 過去に出版された主な書籍・雑誌

### 書籍
- 日米会話手帳（1945年） - 誠文堂新光社で企画されたものだが、関連企業である科学教材社の名義で発行された。終戦1か月後の9月15日に発売され（発行日は10月3日付）、短期間で360万部以上を売り上げた。
- 全天恒星図1950年分点、全天恒星図2000年分点
- 玉川百科大辞典（1963年）
- 玉川児童百科大辞典（1967年）
- エレクトロニクス術語解説（1983年）
- 理科好きな子に育つ ふしぎのお話365（2015年）
- 動物ぽんぽん（2016年）
- ストウブで無水調理（2017年）
- 本当の「頭のよさ」ってなんだろう?（2019年）
- ももたろう（2020年）

### 叢書
- 少年技師ハンドブック（1929年 - 1931年）
- 模型製作ニューハンドブック（1936年 - 1939年）

### 雑誌
- 商店界（1921年 - 1993年） - 商店界社から移籍
- 科学画報（1923年 - 1950年、1956年 - 1961年） - 科学画報社から移籍
- 広告界（1926年 - 1941年） - 商店界社から移籍
- 航空少年（1941年 - 1945年）
- 初歩のラジオ（1948年 - 1992年）
- 囲碁（1951年 - 2012年） - 青桐社から移籍
- 愛犬の友（1952年 - 2020年）[11] - 愛犬の友社から移籍
- 学生の科学（1961年 - 1962年）
- ブレーン（1961年 - ） - 1998年12月号より宣伝会議に譲渡
- ガーデンライフ（1962年 - 1990年）
- 電子展望（1964年 - 1983年）
- ハーブ（1991年 - 1998年）
- ねこ倶楽部（1993年 - 1998年）
- 陶工房（1996年 - 2020年）
- オーディオクラフト・マガジン（2000年 - 2001年）
- DOG FAN （2000年 - 2009年）
- おとなの工作読本（2002年 - 2006年）
- コンパニオンバード（2004年 - 2019年）
- 鉄道画報（2005年 - 2007年）
- うさぎの時間（2008年 - 2019年）